# 関英雄
関 英雄（せき ひでお、1912年1月24日 - 1996年4月12日）は、日本の児童文学者。

## 来歴・人物
電気技師だった父の当時の任地名古屋で生まれた。その後も父の転勤に伴い茨城県潮来町、石川県尾小屋鉱山など各地を転々とした。少年時代に小川未明の童話に接して文学者を志し、雑誌『童話』への投稿をきっかけに縁をもった同誌編集長千葉省三の指導を受けるようになった。
働きながら立正商業学校卒業。読売新聞社、都新聞、帝国教育会出版部、日本少国民文化協会などに勤める、坪田譲治のびわの実学校に参加。
1942年、『北国の犬』を上梓して作家デビュー。戦後1946年、『子供の広場』（新世界社）の編集に携わり、同年、日本児童文学者協会を創立、1965年、理事長となる。1972年、『小さい心の旅』で日本児童文学者協会賞、サンケイ児童出版文化賞、また同作品と『白い蝶の記』で赤い鳥文学賞受賞。また1984年、『体験的児童文学史』で日本児童文学学会賞、1985年、日本児童文学者協会賞受賞。巖谷小波文芸賞受賞。1991年には日本児童文学者協会の第11代会長に就任したが、1996年の創立50周年記念総会を前にして亡くなる。児童文学界の大御所的存在だった。
息子は思想史家の関曠野。

## 著書
- 『北国の犬』（有光社） 1942
- 『つばめのやくそく』（紀元社） 1943
- 『みずうみの少年』（愛育社） 1947
- 『星の世界へ』（ペリカン文庫） 1948
- 『きつねのチョコレート』（講談社） 1948
- 『わんぱく小僧』（川流堂書房） 1948
- 『魔法の靴をはいた話』（桜井書店） 1948
- 『うそじいさんのほんとうの話』（山川書店） 1949
- 『リビングストン』（あかね書房、小学生伝記文庫） 1952
- 『からすのゆうびんや』（泰光堂） 1954
- 『児童文学論』（新評論社、教育新書） 1955
- 『ひらがなわたなべかざん』（金の星社） 1957
- 『おりこうわんわん しつけのどうわ』（実業之日本社） 1957
- 『めいたんていカッコちゃん』（宝文館） 1958
- 『荒野の星』（金の星社、西部小説選集） 1959
- 『赤いゴンドラ』（小峰書店） 1970
- 『白い蝶の記』（新日本出版社） 1971
- 『小さい心の旅』（偕成社） 1971、のち講談社文庫
- 『アリゾナの勇者』（金の星社、ウエスタン・ノベルズ） 1972
- 『キツネが走るブタがとぶ』（童心社） 1976、のちフォア文庫
- 『うみからきたこぼうず』（あかね書房） 1978
- 『ひるもよるも空がもえた』（ポプラ社、絵本・すこしむかし） 1980
- 『おにのような女の子』（偕成社） 1980
- 『体験的児童文学史』（理論社） 1984
- 『白ねこベルの黒い火曜日』（岩崎書店） 1988
- 『銅像になった犬』（河出書房、日本児童文学全集）

その他外国ものの児童向け翻訳、民話編纂ものなど多数

### 共編
- 『文学教育基礎講座』（国分一太郎, 与田準一、明治図書出版） 1957